# История русской революции
«История русской революции» — двухтомная книга Льва Троцкого о русской революции 1917 года, впервые опубликованная в 1930 году. Является фундаментальным трудом автора по исторической проблематике, в которой формулируется непосредственная связь между событиями Февральской и Октябрьской революций. Книга «политически окрашена» и имеет антисталинскую направленность. Была переведена на многие языки; впервые издана в России в 1997 году.

## Описание и история
К работе над «Историей русской революции» Троцкий приступил во время своей высылки в Турции (на острове Принкипо близ Константинополя). Немалую помощь в написании работы Троцкому оказывали его помощники и секретари — «широкий штат сотрудников аппарата». Сам Троцкий писал, что без материалов, архивных и библиотечных изысканий, поставлявшихся ему собственным сыном — Львом Седовым — «невозможна была бы ни одна из написанных мною за последние десять лет работ, в частности „История русской революции“». За публикацию книги в виде статей в американском журнале «Saturday Evening Post» Лев Давидович получил в общей сложности 45 тысяч долларов.
Первый том посвящён политической истории Февральской революции, второй — Октябрьской. Как сам Троцкий отмечал в предисловии: «…главный вывод настоящей книги, — что Февральская революция была только оболочкой, в которой скрывалось ядро Октябрьской революции».
Рукопись книги хранится в Гуверовском институте, где является едва ли не главным раритетом всего архива Троцкого. Широкому российскому читателю книга оказалась доступна лишь после распада Советского Союза, в 1997 году — в год 80-летия революционных событий в Петрограде. По мнению историка Юрия Емельянова, высказанному в 1990 году, советские «запреты на знакомство» с жизнью и работами Троцкого (включая «Историю русской революции») обосновывались так: «раз вы читаете троцкистскую литературу, значит вы заражаетесь троцкистскими взглядами… превращаетесь в троцкиста».

## Критика
После знакомства с двухтомником «История русской революции» бывший министр иностранных дел Временного правительства, кадет Павел Милюков с удивлением отметил: «Мы с [Троцким] сошлись в оценке общего хода русской Февральской революции и роли руководившего этим ходом умеренно-социалистического центра». Он также добавил, что «Сталин… завидует уму Троцкого (отсюда [сталинская] ненависть к человеку высшей культуры), но многое от него заимствует…». Доктор экономических наук Солтан Дзарасов называл данную книгу, наряду с «Преданной революцией», «заслуживающей особого внимания». Он охарактеризовал её как «эпическое полотно одного из величайших событий мировой истории».
В предисловии к русскому изданию профессор Николай Васецкий отмечал ценность книги, как написанной «активным участником освещаемых событий, знающим их не только по документам». Кроме того, Васецкий обращал внимание на попытку автора — не только мемуариста и публициста, но и исследователя — «дать научно объективную… картину величайшего события XX века». В то же время «книга не свободна от передержек, умолчаний, сделанных в угоду политической конъюнктуре: Троцкий ненавидел Сталина, не скрывал этой ненависти и больше всех, пожалуй, мечтал о низложении и дискредитации вождя ВКП(б)». Профессор Васецкий также с сожалением констатировал, что работа Троцкого отражает субъективистский подход автора к оценке описываемых событий, является «полуправдой» — с явным влиянием «теории перманентной революции».
Анализ истории революции в России был использован Троцким для дополнительной аргументации — фактической и статистической — своей теории неравномерного и комбинированного развития отсталых стран: причём, Российская империя относилась автором именно к отсталым государствам. Тезис о том, что Россия была «приговорена самой природой на долгую отсталость» вызвал критику со стороны Ю. Емельянова и комментарии со стороны других исследователей наследия Льва Давидовича.
Известный на Западе автор трёхтомной биографии Троцкого Исаак Дойчер считал, что в книге Троцкий «сознательно принизил свою роль в революции и выпятил в ней роль Ленина». Возражая Дойчеру, профессор Н. Васецкий отмечал, что Троцкий использовал свою книгу не для того, чтобы умалить собственную роль, а, наоборот, чтобы её выпятить и преувеличить — предполагалось, что этой книгой автор, потерпевший поражение во внутрипартийной борьбе, хотел даже «вернуть прошлое назад, переиграть» его заново.
Американский троцкист Дэвид Норт считает книгу фундаментальным трудом, и замечал с сожалением, что не может прочитать её в оригинале — на русском языке. С высокой оценкой Д. Норта согласны и авторы четырёхтомной биографии Троцкого Юрия Фельштинского и Георгия Чернявского: они называют эту «монументальную» работу «самым весомым произведением Троцкого по исторической проблематике», не утратившим своё историографическое значение и в начале XXI века. Они обращают внимание на «тенденциозность» мнения профессора Васецкого, хотя и соглашаются с «политической окрашенностью» книги. Профессор Перри Андерсон писал о книге как о наиболее ярком примере «солидного марксистского исторического анализа» и о единственном воспроизведением прошлого, в котором мастерство и «страсть историка сплелись с опытом политического лидера и организатора».
Биограф Троцкого, генерал Дмитрий Волкогонов отнёс «Историю русской революции» к одной из двух лучших книг, созданных Троцким (наравне с автобиографией «Моя жизнь»): «даже если бы изгнанник не написал больше ничего… его имя навсегда бы осталось в ряду талантливых исторических писателей». Другой биограф революционера — Исаак Дойчер — также выделяет именно эти два «главных исторических сочинения» Троцкого.
Знаменитый американский астрофизик Карл Саган, желая познакомить своих советских коллег с замалчиваемыми аспектами истории Советской России, регулярно привозил в СССР экземпляры именно этой «классической» книги. Американский историк-троцкист Сирил Джеймс называл данную книгу «лучшим историческим трудом о революции». В современной социалистической прессе обзоры новых изданий «Истории…» Троцкого появляются по сей день.

### «Ответ» Сталина
В 1931 году в журнале «Пролетарская революция» появилась статья Иосифа Сталина «О некоторых вопросах истории большевизма», которую можно рассматривать как «ответ» советского лидера на «печатную продукцию Троцкого» (книги «Моя жизнь» и «История…», а также множество статей в газетах и журналах). Основной смысл сталинской статьи сводился к необходимости прекращения всякой дискуссии по проблемам истории партии и революции:
Вот почему нельзя допускать литературную дискуссию с троцкистскими контрабандистами.

## Переводы
Перевод книги на английский язык был выполнен Максом Истменом, отозвавшимся о книге как об однои из «высших достижений ума и воли» Троцкого — сам революционер оценил работу переводчика как блестящую. Французским же текстом, созданным Морисом Донзелем под псевдонимом «Парижанин», автор остался недоволен: «Это не перевод, а вариации переводчика на тему автора».
Произведение Троцкого вышло на многих языках (немецком, испанском, польском и других) и практически по всему миру: в 1940 году — в Китае, в 1950 — в Японии, в 1971 — в Турции. К 1980 году только в США «История…» издавалась девять раз.

## Текст книги
- Книга на русском языке
- Книга на английском языке
- Книга на французском языке